# Айдарська тераса
Айдарська тераса — один з об'єктів природно-заповідного фонду Луганської області, комплексна пам'ятка природи загальнодержавного значення.

## Розташування
Розташована в Новоайдарському районі Луганської області поблизу села Айдар-Миколаївка на території Державного підприємства «Новоайдарське лісомисливське господарство», квартали 34 — 35. В мережі фізико-географічного районування Айдарська тераса належить до степової зони північно-степової підзони, Задонецько-Донської північно-степової провінції, Старобільської схилово-височинної області.

## Історія
Статус пам'ятки природи присвоєно постановою Ради Міністрів Української РСР від 30 березня 1981 року № 145. Створена на базі лісового заказника місцевого значення (рішення Луганської обласної Ради народних депутатів № 300 від 12 липня 1980 р.).

## Мета
Мета створення заказника — охорона та збереження заплавних лісів на березі річки Айдар, де мешкають численні види тварин та птахів, підтримка загального екологічного балансу.

## Завдання
Основним завданням пам'ятки природи є збереження унікальної вікової діброви, що збереглась у мальовничій долині річки Айдар з різноманітною флорою і фауною.

## Загальний опис
Площа пам'ятки природи — 100,0 га. На території Айдарської тераси в заплаві річки Айдар збереглася вікова діброва з різноманітною фауною та флорою. Лісовий масив розташований на лівому березі річки серед боліт і озер та з трьох боків оточений її руслом.

## Флора

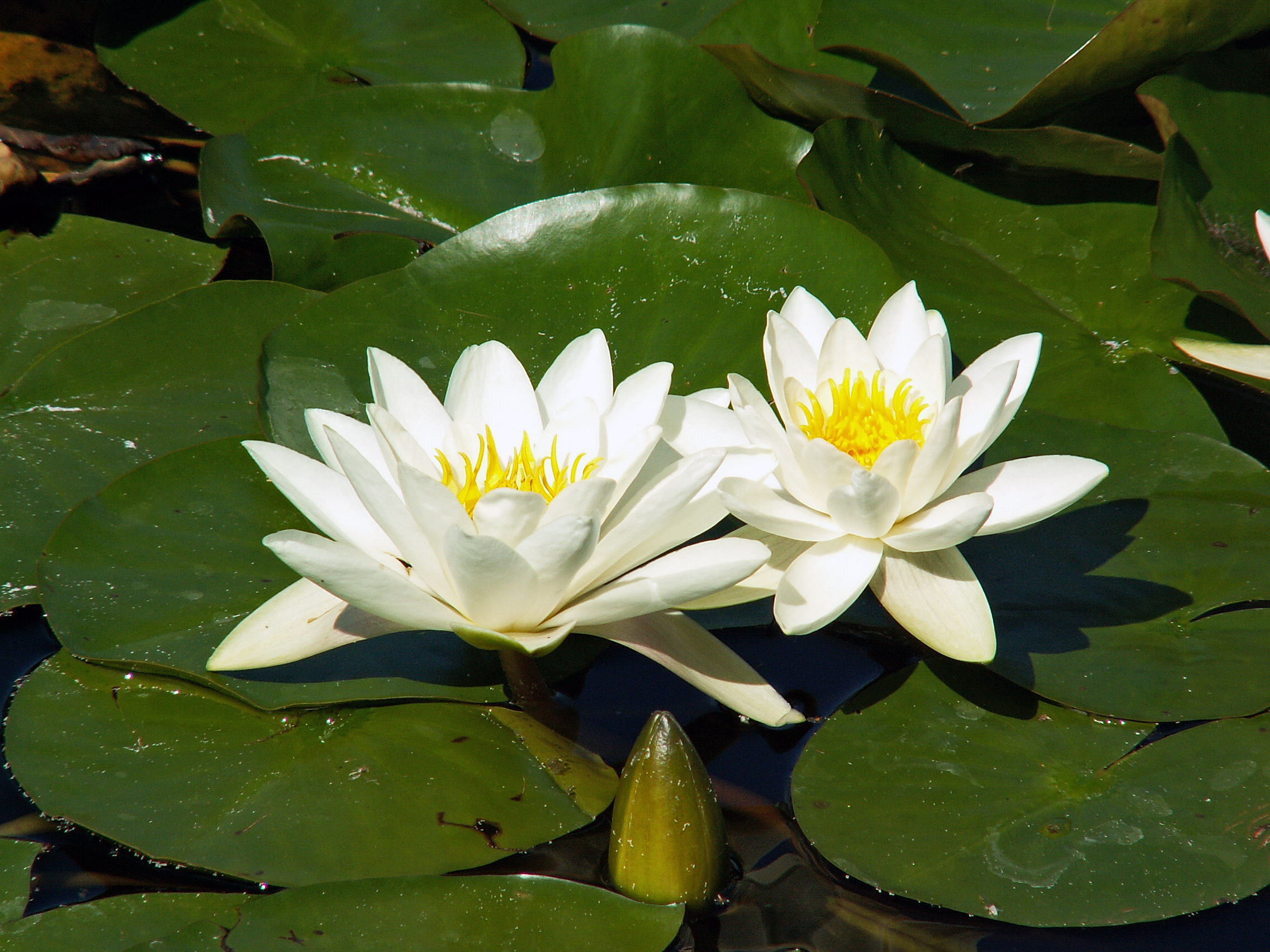
Латаття біле

Ліс складається з деревних порід: дубу звичайного, ільму, ясену зеленого, кленів татарського і польового. Трав'яний покрив утворений осокою і очеретом, ожиною сизою, підмаренником чіпким тощо. Часто зустрічається конвалія травнева. Зростають також валеріана блискуча, бугила лісова, зніт шорсткий, герань болотна, сієла пряма, вехи широколистий і сизароподібний, живокість лікарська, ранник вузлуватий, м'ята польова, осот болотний, чихавка верболиста, купина багатоквіткова, холодок лікарський тощо. Із рослин, занесених до Червоної книги України, тут можна зустріти рястку Буше, тюльпан дібровний і дуже рідкісну в Луганській області рослину — представника родини орхідних зозулинець яйцеподібний. На озерах росте латаття біле, угруповання якого внесені до Зеленої книги України.

## Фауна

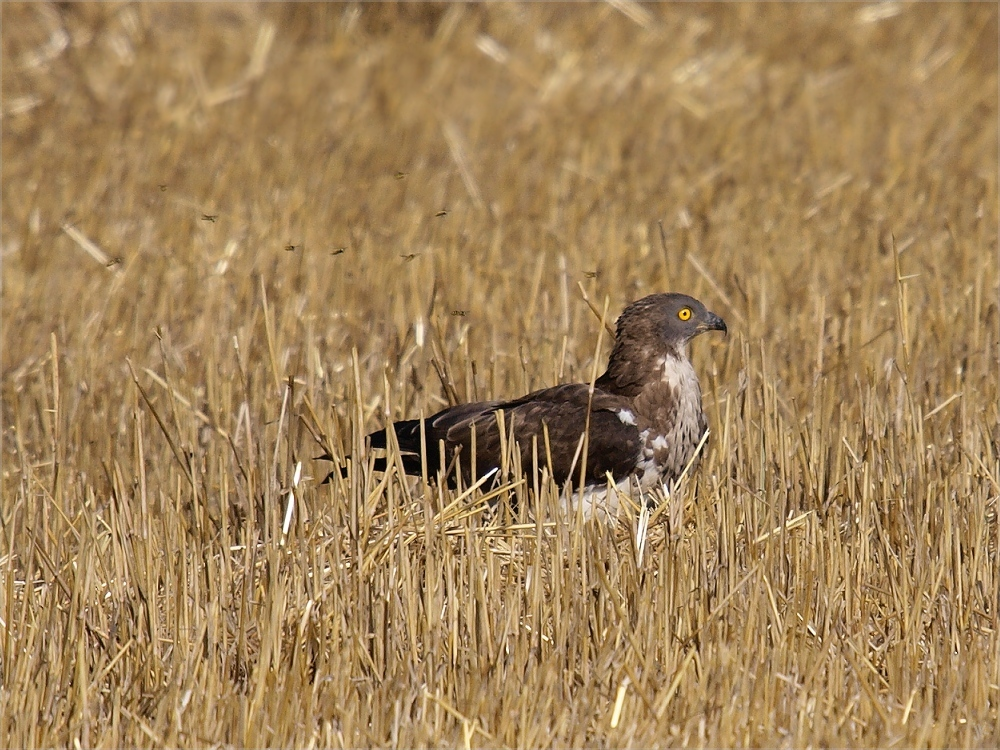
Осоїд

Тваринний світ Айдарської тераси дуже багатий. Тут мешкають сарна, лисиця звичайна, заєць-русак, єнот уссурійський, свиня дика. Пташиний світ представлений чирком-свистунком, чирком-тріскунком, качкою сірою, дятла рябого, соловейком, дроздом, синицею, сойкою, сорокою, вороною сірою. Серед хижих птахів на території Айдарської тераси мешкають: яструб-тетерев'ятник, яструб-перепелятник, лунь болотяний, осоїд, сич.

## Галерея

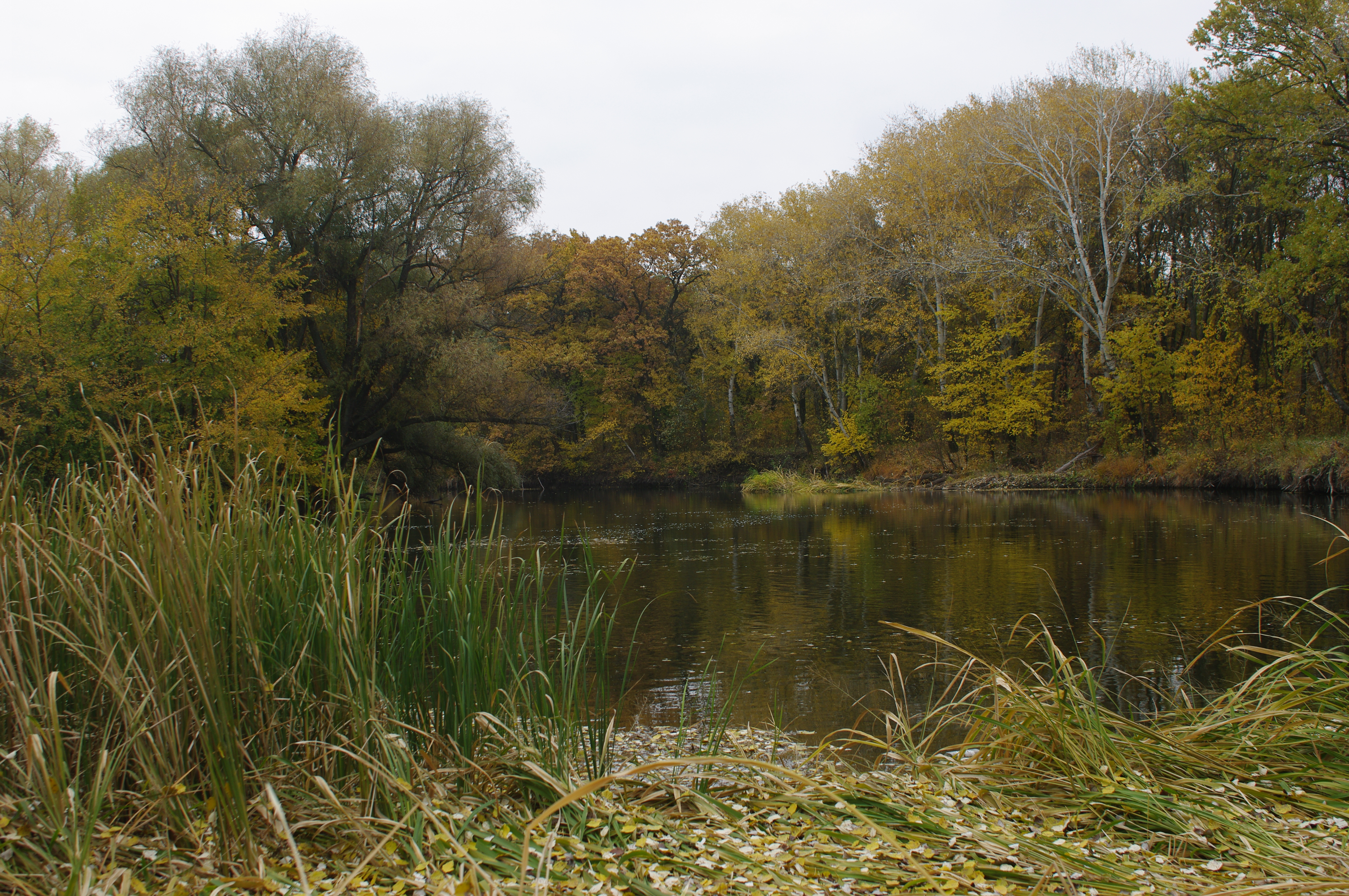
Чарівний осінній Айдар
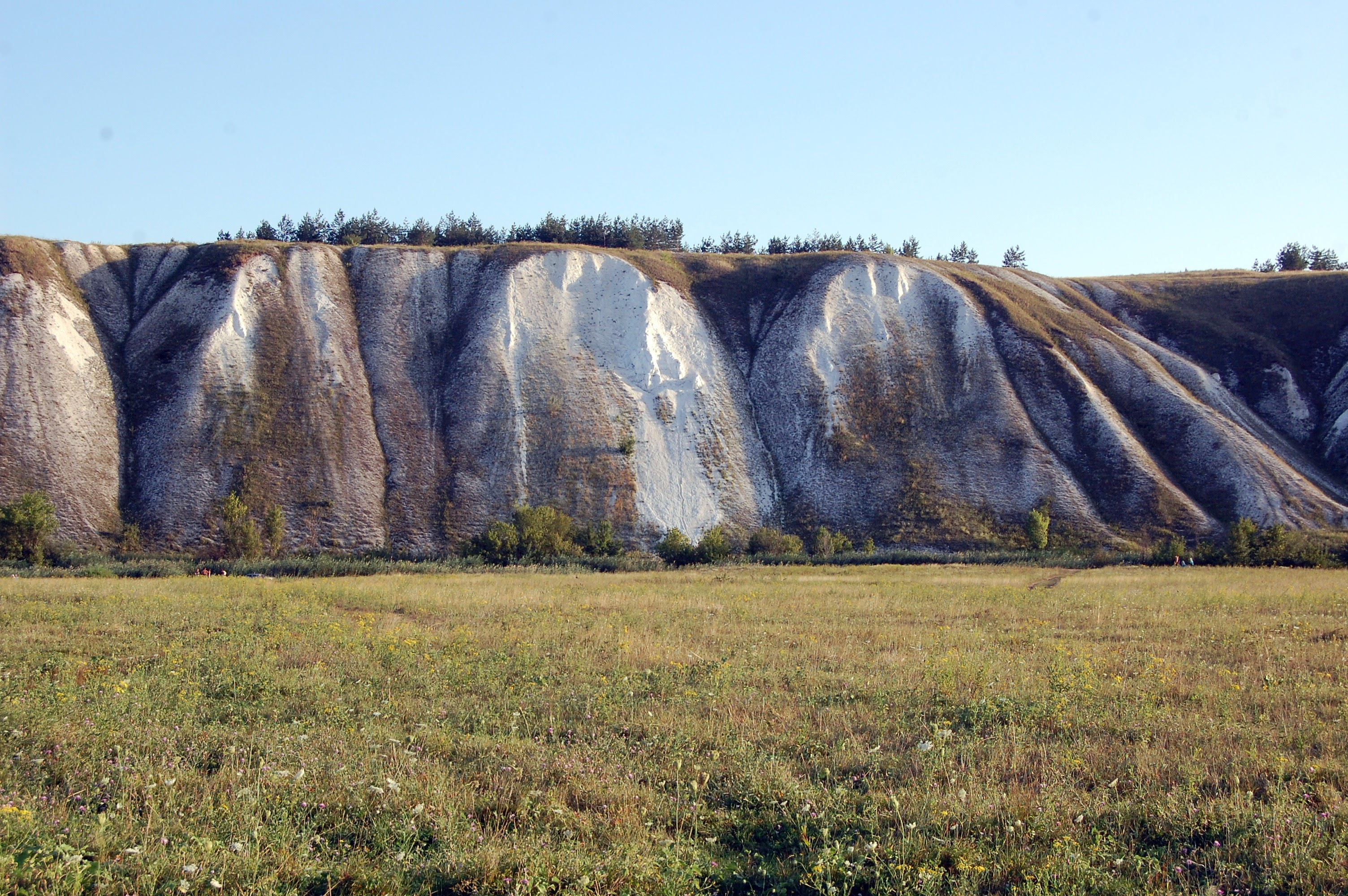
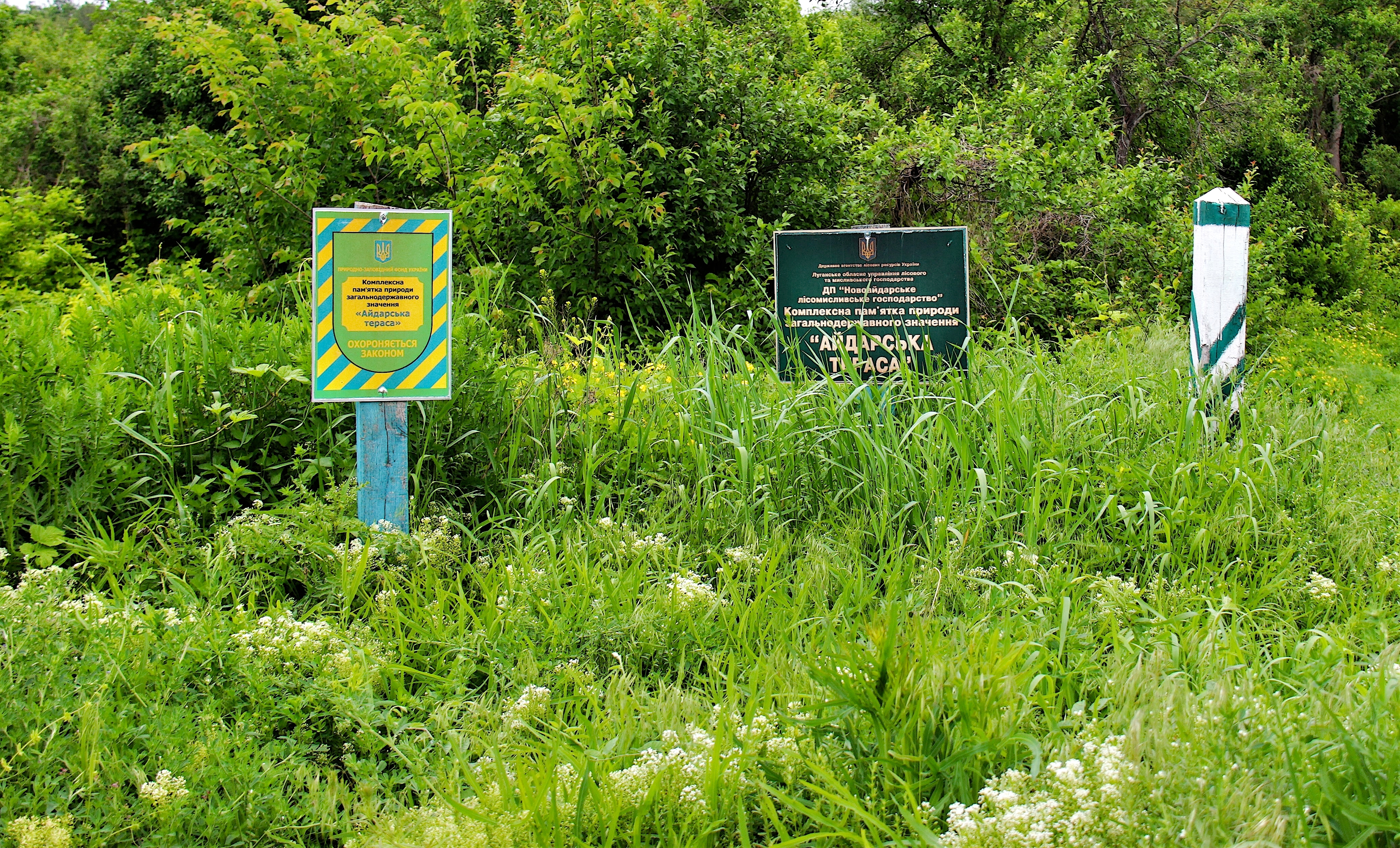